# Crotalaria oxyphylloides
Crotalaria oxyphylloides är en ärtväxtart som beskrevs av Rudolf Wilczek. Crotalaria oxyphylloides ingår i släktet sunnhampor, och familjen ärtväxter. IUCN kategoriserar arten globalt som starkt hotad. Inga underarter finns listade i Catalogue of Life.